# Йенш, Челси
Челси Йенш (англ. Chelsea Jaensch; род. 6 января 1985, Аделаида) — австралийская легкоатлетка, специалистка по прыжкам в длину. Выступала за сборную Австралии по лёгкой атлетике в середине 2010-х годов, победительница австралийского национального чемпионата, участница летних Олимпийских игр в Рио-де-Жанейро.

## Биография
Челси Йенш родилась 6 января 1985 года в городе Аделаида, Южная Австралия.
Увлеклась бегом в возрасте десяти лет, тренировалась в Salisbury Little Athletics Centre, однако затем в связи с травмой сделала длительный перерыв, сосредоточилась на получении образования и игре в нетбол. По прошествии семи лет в 2012 году вернулась в лёгкую атлетику, проходила подготовку в клубе QE2 Track Club в Натане недалеко от Брисбена. Являлась подопечной тренера Гэри Борна из Квинслендской академии спорта.
В 2014 году на чемпионате Австралии в Мельбурне выиграла бронзовую медаль в прыжках в длину, уступив Брук Страттон и Джессике Пенни.
На чемпионате Австралии 2015 года в Брисбене обошла всех соперниц и завоевала золотую медаль.
В 2016 году на чемпионате Австралии в Сиднее вновь стала бронзовой призёркой — снова пропустила вперёд Брук Страттон и Джессику Пенни. Попав в основной состав австралийской национальной сборной, приняла участие в чемпионате мира в помещении в Портленде, где с результатом 6,38 метра расположилась в итоговом протоколе соревнований на одиннадцатой строке. Также в этом сезоне на старте в Канберре установила свой личный рекорд — 6,70 метра. Выполнив олимпийский квалификационный норматив, благополучно прошла отбор на Олимпийские игры в Рио-де-Жанейро — в программе прыжков в длину показала результат 6,41 метра, чего оказалось недостаточно для прохождения предварительного квалификационного этапа.
После Олимпиады в Рио Йенш больше не показывала сколько-нибудь значимых результатов в лёгкой атлетике на международной арене.